# Europese kampioenschappen kyokushin karate 1999 (IKO Matsushima)
De Europese kampioenschappen kyokushin karate 1999 waren door de International Karate Organisation Matsushima (IKO) georganiseerde kampioenschappen voor kyokushinkai karateka's. De eerste editie van de Europese kampioenschappen vond plaats in Hongarije.

## Resultaten
| Gewichtsklasse | Goud          | Zilver           | Brons                             |
| -------------- | ------------- | ---------------- | --------------------------------- |
| Lichtgewicht   | Pep Llorens   | Yevgeny Pechenin | Lazslo Szilasi Yevgeny Birszinyov |
| Middengewicht  | Lajos Horvath | Thorsten Domke   | Alexander Sitnikov Robert Kiss    |
| Zwaargewicht   | Peter Vamosi  | Atilla Kiss      | Zolt Balazs Alexander Abroskin    |